# Medzibrodie nad Oravou
Medzibrodie nad Oravou – wieś (obec) na Słowacji położona w kraju żylińskim, w powiecie Dolný Kubín.
Pierwsze wzmianki o miejscowości pochodzą z roku 1408, kiedy nosiła ona nazwę Mezybrodna. W 1420 wieś nazywała się Medzbrode, w 1474 Medzibrogy, w 1625 Medzibrodie, w 1773 Medzibrod, w 1808 Medzibrodje, a w 1920 ponownie Medzibrodie.
Według danych z dnia 31 grudnia 2014, wieś zamieszkiwały 503 osoby, w tym 241 kobiet i 262 mężczyzn.
W 2001 roku rozkład populacji względem narodowości i przynależności etnicznej wyglądał następująco:
- Słowacy – 99,07%
- Węgrzy – 0,23%
- Polacy – 0,23%
- pozostali/nie podano – 0,47%,

natomiast w 2011 roku przedstawiał się on tak:
- Słowacy – 98,74%
- Czesi – 0,21%
- Polacy – 0,21%
- pozostali – 0,21%
- nie podano – 0,63%

Ze względu na wyznawaną religię struktura mieszkańców kształtowała się w 2001 roku następująco:
- katolicy rzymscy – 97,67%
- ateiści – 0,93%
- nie podano – 1,40%,

natomiast w 2011 roku prezentowała się tak:
- katolicy rzymscy – 97,47%
- ateiści – 1,47%
- pozostali – 0,21%
- nie podano – 0,84%

We wsi znajduje się kilka przystanków autobusowych na trasie linii z Dolnego Kubína do Pokryváča.